# Efraazja
Efraazja, Efraasia – nie zawsze uznawany za osobny rodzaj dinozaura z grupy prozauropodów.

## Wielkość
6m długości (dane niepewne)

## Pożywienie
rośliny

## Występowanie
Późny trias, ok. 210 MLT. Zamieszkiwała tereny dzisiejszej Europy (Niemcy).

## Opis
Czworonożna lub dwunożna, zależnie od sytuacji.
Zwierzę prymitywne, nieco jednak bardziej rozwinięte niż tekodontozaur, nie dorównujące zaś późniejszym, bardziej znanym prozauroppodom, jak np. plateozaur.

## Odkrycie
Historia badań nad tym zwierzęciem jest bardzo zagmatwana, ponieważ zostało ono błędnie sklasyfikowane aż 4 razy. Po raz pierwszy jej pozostałości pomieszały się ze skamieniałościami zupełnie innego stworzenia, gada z grupy Rauisuchia. Friedrich von Huene w 1908 nadał im nazwę Teratosaurus (teratozaur). Kiedy później inny badacz Eberhard Fraas odkrył, że chodzi o szczątki 2 odmiennych zwierząt, pozostawił wspomnianą przed chwilą nazwę dla rauizucha, Efrazję zaś uznał za tekodontozaura. Z kolei w 1932 zwierzę sklasyfikowano jako paleozaura. W 1984 zaś sporne skamieniałości uznano za należące do młodocianego sellozaura, by po 18 latach wyłączyć je do osobnego rodzaju. Wtedy też nadano im używaną do dziś nazwę. Jednak cały czas można spotkać się w internecie z nieco starszymi poglądami, m.in. utożsamiającymi rodzaje Efraasia i sellozaur.

## Gatunki
- E. minor